# Métisse (Band)
Métisse ist ein irisch-ivorisches Musikduo, bestehend aus dem irischen Musiker und früheren „The Chapterhouse“-Mitglied Skully (Dave Sullivan) und der ivorischen Sängerin Aïda Bredou.

## Geschichte
Gegründet wurde die Band 1997 in Toulouse, Frankreich. Der französische Name der Band bedeutet in etwa „Mischung“ oder „Mixtur“. Die Musik ist eine Mischung aus Soul, afrikanischer, keltischer und elektronischer Musik. Die Texte sind oft eine Verbindung aus Dioula, englischen und französischen Wörtern.
Die Band hatte ihren ersten Erfolg mit der Single Sousoundé. Die zweite Single, Boom Boom Bâ war der Titelsong in dem Film Ein Freund zum Verlieben. Außerdem wurde der Titel in mehreren Episoden der Fernsehserie Dead Like Me – So gut wie tot sowie im Film zur Serie verwendet. Der Titel Nomah’s Land wurde ebenfalls in der Fernsehserie in Unter der Oberfläche (The Shallow End), der vierten Episode der zweiten Staffel, verwendet.

## Diskografie
Alben
- 2000: My Fault (Wildstar Records)
- 2007: Nomah’s Land (N8)